# Saroba asulca
Saroba asulca là một loài bướm đêm trong họ Noctuidae.